# 马以芝
马以芝（1946年9月—），男，山东淄博人，中华人民共和国政治人物，中国人民解放军少将，曾任浙江省军区政治委员，第十届全国人大代表。